# (8522) 1992 ML
1992 أم أل (ويعرف أيضًا باسم (8522) 1992 أم أل وفق تسمية الكوكب الصغير) (بالإنجليزية: 1992 ML)‏ هو كويكب ضمن حزام الكويكبات؛ وترتيبه 8522 من حيث الاكتشاف.
اكتُشف هذا الجُرم الفلكي بواسطة Gregory J. Leonard ‏ في 25 يونيو 1992.

## وصلات خارجية
- (8522) 1992 ML في قاعدة بيانات مختبر الدفع النفاث لأجرام النظام الشمسي الصغيرة

- الاكتشاف · مخطط المدار ·  العناصر المدارية · المعلمات المادية

- (8522) 1992 ML على موقع ويكي سكاي: DSS2, SDSS, GALEX, IRAS, Hydrogen α, X-Ray, Astrophoto, Sky Map, Articles and images